# Derorhynchus
Derorhynchus — вимерлий рід опосумів (Didelphimorphia). Викопні рештки знайдені на півдні Південної Америки й на острові Сімор.